# Plaza de Madrid
La plaza de Madrid es un espacio público e intersección de calles en la ciudad de Valladolid, España.

## Descripción
El espacio público que ocupa la plaza fue reformado durante el gobierno del alcalde Miguel Íscar, lo que lo convirtió en un punto de confluencia entre las calles Duque de la Victoria, Gamazo, Muro, Dos de Mayo, Divina Pastora, Perú y Rastro.
En 1933 fue inaugurado el edificio de Hacienda, obra del arquitecto Manuel Cuadrillero y Sáez, y que representa la edificación principal de la plaza, tras ser derribada en 1969 la Casa del Barco.
Durante el gobierno municipal de Francisco Javier León de la Riva se realizó una nueva reforma, y en 1997 se instaló la escultura «Encuentro», del artista Feliciano Álvarez.